# Pierre Amoyal

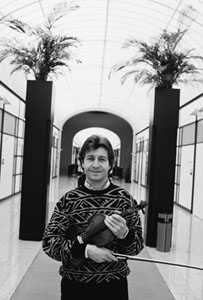
Pierre Amoyal (1992)

Pierre Amoyal (* 22. Juni 1949 in Paris) ist ein französischer Violinist und Dirigent.

## Leben
Bereits im Alter von zwölf Jahren erhielt Pierre Amoyal einen ersten Preis im Fach Violine am Pariser Konservatorium. Anschließend studierte er fünf Jahre bei Jascha Heifetz in Los Angeles. Mit 22 Jahren gab er mit dem Orchestre de Paris unter der Leitung von Georg Solti sein Europa-Debüt. Amoyal spielte unter Dirigenten wie Herbert von Karajan, Pierre Boulez und Lorin Maazel mit den bekanntesten Orchestern der Welt.
Mit den Berliner Philharmonikern spielte er unter Maazel die deutsche Erstaufführung des Violinkonzertes von Henri Dutilleux. Er ging als jüngster Professor des Pariser Konservatoriums in die Geschichte des Hauses ein. Derzeit unterrichtet er am Conservatoire de Lausanne in Lausanne und leitet das auf seine Anregung hin gegründete Kammerorchester „Camerata de Lausanne“.
Amoyal spielt die Stradivari „Kochanski“ von 1717. Das Instrument wurde 1987 gestohlen, 1991 aber wiederaufgefunden.

## Veröffentlichung
- Pierre Amoyal: Pour l’amour d’un Stradivarius, Éditions Robert Laffont, 2004, ISBN 2-221-09473-5

| Personendaten    | Personendaten           |
| ---------------- | ----------------------- |
| NAME             | Amoyal, Pierre          |
| KURZBESCHREIBUNG | französischer Violinist |
| GEBURTSDATUM     | 22. Juni 1949           |
| GEBURTSORT       | Paris                   |